# Jean-Claude Laprie
Jean-Claude Laprie, né le 22 décembre 1944 à Paris et mort le 17 octobre 2010 à Toulouse,, est un chercheur en informatique. Il a contribué à l'essor théorique de la sûreté de fonctionnement des systèmes informatiques.

## Parcours académique
Diplômé en 1968 de l'École nationale supérieure d'ingénieurs de constructions aéronautiques (ENSICA), Jean-Claude Laprie rejoint la même année le Laboratoire d'analyse et d'architecture des systèmes (LAAS), un laboratoire du CNRS nouvellement créé basé à Toulouse en répondant à une offre de thèse de docteur-ingénieur. Il y soutiendra sa thèse d'État en juillet 1975 sur la tolérance aux fautes et la sûreté de fonctionnement des systèmes informatiques, et fonde dans la foulée en octobre de la même année une équipe de recherche travaillant sur ces problématiques, le groupe de recherche Tolérance aux fautes et Sûreté de Fonctionnement Informatique, qu’il dirigera jusqu'à la fin de l'année 1996. Jean-Claude Laprie prend ensuite la direction du LAAS jusqu’à la fin de son mandat, en décembre 2002.
Ayant fait l'intégralité de sa carrière au CNRS, Jean-Claude Laprie défendit en particulier ce « havre d'indépendance intellectuelle » en 1998 contre le projet de supprimer les laboratoires du CNRS en raison de leur inadéquation avec les réalités de l'entreprise. Il s'opposa de nouveau à une remise en question du système scientifique français en 2002 alors que les centres de recherche étaient menacés par une baisse de budget. Directeur de recherche de classe exceptionnelle, Jean-Claude Laprie fut récompensé en 1994 pour ses travaux académiques par la médaille d'argent du CNRS.
Jean-Claude Laprie a également enseigné à l'ENAC, à l'ENSAE et à l'université de Californie à Los Angeles en tant que professeur invité.
Il a été nommé en 2002 chevalier de l'ordre national du Mérite.

## Contributions à la sûreté de fonctionnement des systèmes informatiques

### Au sein du CNRS
Durant les années 1970 et 1980, Jean-Claude Laprie a conçu un corpus de concepts, de méthodes et de termes pour formaliser les disciplines naissantes de la sûreté de fonctionnement et de la tolérance aux fautes. Tout en poursuivant ses travaux académiques, ces bases théoriques ont permis à Jean-Claude Laprie d'œuvrer au rapprochement de l'industrie et de la recherche à travers le Laboratoire d’Ingénierie de la Sûreté de Fonctionnement dont il fut l'initiateur au LAAS à partir de 1992. Cette démarche fut couronnée en 2009 par le Grand Prix des sciences de l'informatique et de leurs applications de la Fondation EADS.

### Au sein de l'International Federation for Information Processing
Soucieux de faire progresser la communauté scientifique mondiale dans le domaine de la sûreté de fonctionnement des systèmes informatiques, Jean-Claude Laprie a joué un rôle central au sein de l'organisation informatique internationale International Federation for Information Processing dont il a assuré la vice-présidence. Il y a de plus dirigé une commission technique sur la sûreté de fonctionnement et la tolérance aux fautes entre 1986 et 1995 et a également représenté la France à l'IFIP entre septembre 2008 et août 2010.
Dans le cadre de ses fonctions à l'IFIP, Jean-Claude Laprie a travaillé au développement de l'influence de la France sur la scène informatique mondiale, notamment en présentant avec succès la candidature de la ville de Toulouse à l'organisation du Congrès Mondial de l'Informatique en 2004, événement organisé par l'IFIP. Cette candidature était portée par la Société de l'électricité, de l'électronique et des technologies de l'information et de la communication.
L'IFIP lui décerna un Silver Core en 1992 et créa en son honneur une distinction récompensant des articles remarquables dans le domaine de la sûreté de fonctionnement des systèmes informatiques : le Jean-Claude Laprie Award in Dependable Computing.